# フィンランド型臨床美術
フィンランド型臨床美術（フィンランドがたりんしょうびじゅつ、エンカウンターアート）は、フィンランドで生まれた臨床美術の一種であり、患者とアーティストが共同で作品を制作することで、患者の心理的な問題を解決することを目的としている。

## 概要
日本でも、臨床美術協会がこのアートセラピーを紹介し、研究を行っており、大城泰造による講座も開催されている。2023年10月12日には、フィンランドセンターが主催して「高齢化社会における臨床美術とAIセミナー」というテーマでセミナーが開催された